# Кантинела (Козенца)
Кантинела је насеље у Италији у округу Козенца, региону Калабрија.
Према процени из 2011. у насељу је живело 1227 становника. Насеље се налази на надморској висини од 37 м.